# Femme-cygne

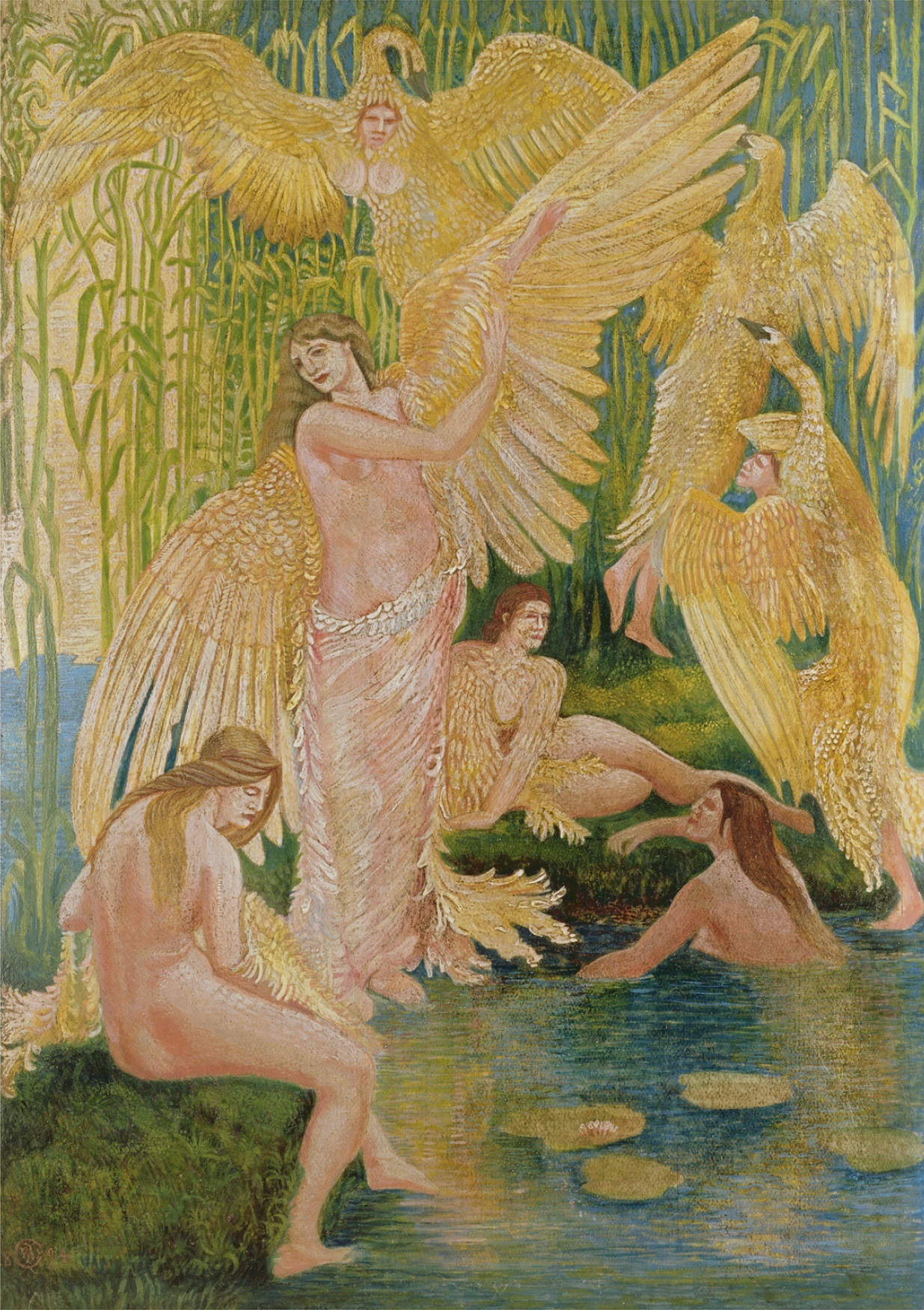
The Swan Maidens (Les femmes-cygnes), par Walter Crane, 1894.

La femme-cygne est une légende qui raconte l'histoire d'un jeune homme célibataire qui vole une robe magique faite de plumes de cygne à une femme-cygne pour qu'elle ne puisse pas lui échapper en s'envolant et l'épouse. Dans la plupart des versions, elle porte ses enfants ; lorsque les enfants grandissent, ils chantent une chanson sur l'endroit où leur père a caché la robe de plumes ; dans d'autres versions, un des enfants demande à sa mère pourquoi elle pleure continuellement et trouve la robe, ou bien ils lui révèlent le secret d'une autre façon. La femme-cygne reprend immédiatement sa robe, disparaît et retourne au pays d'où elle vient. Bien que cela l'attriste d'abandonner ses enfants, elle ne les emmène pas avec elle, mais revient parfois les chercher. Dans certaines versions, le mari parvient à la retrouver seulement après une quête ardue ; le plus souvent, l'impossibilité de la retrouver est assez manifeste pour qu'il ne s'y risque même pas.
Ce thème est assez répandu dans les récits folkloriques à travers le monde sur tous les continents, bien que les types d'oiseaux et d'animaux puissent varier. Quelquefois, il s'agit de créatures célestes féminines qui sont ailées, mais l'idée de fond reste la même.

## Versions avec des oiseaux

### Versions russes et sibériennes avec femmes-cygnes et autres femmes-oiseaux
Le motif des filles-cygnes apparaît dans divers contes russes traditionnels célèbres, tels Les Trois Royaumes (qui évoque « trente-trois filles-cygnes », le héros, Ivan, tombant amoureux de la plus belle), Le Tsar de l'Onde et Vassilissa la très-sage, La Plume de Finist-Clair-Faucon, ou encore Va je ne sais où, rapporte je ne sais quoi.
Une version bouriate se retrouve notamment dans le conte mongol Khori Thumed et la Femme-Cygne, inspiré d'un chant de chamanes. Le héros chasseur voit neuf femmes-cygnes se posant sur Olkhon, île sacrée du lac Baïkal (Russie). Il oblige une d'entre elles à l'épouser et ils ont onze enfants. Un jour, elle demande à son mari s'il se souvient où il a caché sa vieille peau. Son mari, confiant après tant d'année de vie commune, la lui montre. Alors elle se glisse immédiatement dedans, s'envole, regarde quelques instants les membres du clan de son époux, puis s'envole avec élégance, tournant autour de la yourte comme un jour de naissance et fend le ciel vers le nord-est blanc pour rejoindre ses sœurs. Puis, chaque printemps, lorsque les cygnes vont vers le nord, puis l'automne, quand ils vont au sud, les descendants de Khori célèbrent leur passage par des cérémonies. Les femmes font la révérence et une prière d'amour quand apparaît le premier cygne printanier, unissant en un même souffle les amours céleste et terrestre.
Une version sibérienne met en scène ce qui ressemble à des femmes-oiseaux (le récit est plutôt imprécis sur la nature des femmes, mais il est fait mention de plumes, ce qui suppose qu'il s'agit bien de femmes-oiseaux). Sur les conseils d'une vieille femme, un Samoyède découvre sept jeunes filles surnaturelles qui se baignent dans un lac et il vole la robe de plumes de l'une d'elles. Celle-ci est alors obligée de mettre ses pouvoirs à son service et elle l'aide à se venger des sept frères qui avaient tué sa mère. Se rendant invisible, elle va leur voler leur cœur et les lui rapporte. Il détruit alors le cœur de ses ennemis, les faisant ainsi mourir ; ce que voyant, la jeune fille lui vole à lui aussi son cœur.

### Version estonienne
Le Garde forestier (en estonien : Mõtsavaht) est un conte traditionnel estonien qui a été recueilli en 1890 par Johan Peterson dans le village de Valguta (aujourd'hui dans la commune de Rõngu). Un garde forestier se promène en forêt et vole des objets magiques appartenant à des gnomes, avant de rencontrer des femmes-cygnes.

### Hassan de Bassorah
Dans Hassan de Bassorah, conte des Mille et Une Nuits, le héros rencontre des femmes-oiseaux originaires des îles Waq-Waq.

## Origine du récit et diffusion
Selon Julien d'Huy, un tel récit aurait également existé durant la préhistoire européenne et aurait eu comme héroïne un bison ; en effet, on retrouve le motif de l'animal quadrupède en Amérique du Nord et en Europe, dans une surface coïncidant à l'aire de diffusion de l'haplogroupe X, ce qui permettrait de dater approximativement l'apparition de ce motif entre −30 000 et −40 000 ans. Il aurait été notamment illustré par le panneau des « femmes-bisons » dans la grotte du Pech Merle.
Le terme « femme-cygne » est un terme présent dans de rares ouvrages de référence en français, comme l'Encyclopédie Universalis.

## Versions masculines de la légende

### Zeus métamorphosé en cygne
Dans la mythologie grecque, le dieu suprême Zeus prit la forme d'un cygne pour séduire Léda, fille de Thestios (roi d'Étolie) et l'épouse de Tyndare (roi de Sparte). De ses amours avec le dieu, elle conçut deux enfants (Hélène et Pollux), qui naquirent dans un œuf, alors que Clytemnestre et Castor, fils de Tyndare, naquirent dans un autre œuf (selon une autre version, c'est Némésis qui aurait pondu un œuf qui fut ensuite confié à Léda). Les récits varient cependant sur ce point, et les auteurs présentent parfois les Dioscures comme fils de Zeus tous deux, ou bien ne parlent que d'un seul œuf (quand ils en parlent : ce n'est pas le cas d'Homère).

## Autres versions

### Versions russes et sibériennes avec femmes-cygnes et autres femmes-oiseaux
Le motif des filles-cygnes apparaît dans divers contes russes traditionnels célèbres, tels Les Trois Royaumes (qui évoque « trente-trois filles-cygnes », le héros, Ivan, tombant amoureux de la plus belle), Le Tsar de l'Onde et Vassilissa la très-sage, La Plume de Finist-Clair-Faucon, ou encore Va je ne sais où, rapporte je ne sais quoi.

### Version des Philippines avec femmes-étoiles
Dans un conte des Philippines, un homme riche épie des filles nageant dans un étang, qui s'envolent une fois rhabillées de leur pagne. Il « comprend qu'elles [sont] des étoiles » et dérobe le pagne de l'une d'elles, lui proposant ensuite de le lui rendre si elle l'épouse.

## Donjons et Dragons
Dans Donjons et Dragons, le terme employé est « dame des cygnes ».

## Source
- (en) Cet article est partiellement ou en totalité issu de l’article de Wikipédia en anglais intitulé « Swan May » (voir la liste des auteurs).